# Platerówka
Platerówka è un comune rurale polacco del distretto di Lubań, nel voivodato della Bassa Slesia.
Ricopre una superficie di 47,94 km² e nel 2004 contava 1 739 abitanti.